# Стоун, Маршалл
Ма́ршалл Ха́рви Сто́ун (англ. Marshall Harvey Stone), 1903—1989) — американский математик, ученик Дж. Биркгофа. Член Национальной академии наук США (1938) и Американского философского общества (1943). Президент Международной комиссии по преподаванию наук (с 1961 года), президент Международного математического союза в период 1952—1954 годов, президент Американского математического общества с 1943 по 1944 годы. В 1982 году награждён Национальной научной медалью США.
Основные труды — в области математического анализа, функционального анализа, булевых алгебр, математической физики (особенно в квантовой механике).

## Биография
Родился в Нью-Йорке в семье будущего Председателя Верховного суда США Харлана Ф. Стоуна (1872—1946). Окончил Гарвардский университет (1922), год преподавал в нём, затем перешёл в Колумбийский университет (1925—1927). Диссертацию (по дифференциальным уравнениям) защитил в Гарварде под руководством Джорджа Биркгофа  в 1926 году. В 1927—1931 годах снова преподавал в Гарвардском университете, в 1931—1933 годах он профессор Йельского университета, в 1933—1946 годах — опять Гарвардского (с 1937 года — полный профессор).
В годы войны выполнял задания военного министерства. В 1946—1968 годах преподавал на математическом факультете Чикагского университета (до 1952 года руководил им). Для повышения качества преподавания Стоун пригласил на факультет выдающихся математиков — Пола Халмоша, Андре Вейля, Саундерса Маклейна, Чэнь Синшэня.
С 1968 по 1980 год Стоун преподавал в Массачусетском университете. Скончался в 1989 году.

## Научная деятельность
Исследования в области функционального анализа (спектральная теория операторов), топологии, булевых алгебр. Исследовал линейные преобразования в гильбертовом пространстве и их применение к анализу. Среди его важнейших результатов — теорема представления унитарных групп с одним параметром, теорема представления для булевых алгебр и теорема приближения (теорема Стоуна — Вейерштрасса). Построил абстрактную теорию булевых колец.
Один из авторов знаменитой теоремы Стоуна—фон Неймана о единственности канонического коммутационного соотношения между координатами и импульсом (1930). Принимал участие в реформе преподавания высшей математики в США.

## Награды
- 1936 — Стипендия Гуггенхайма[10]
- 1956 — Гиббсовская лекция
- 1982 — Национальная научная медаль США в номинации «Математика, статистика и компьютерные науки», «For his original synthesis of analysis, algebra, and topology, the new vital area of functional analysis in modern mathematics»[11]

## Основные труды
- A comparison of the series of Fourier and Birkhoff (англ.) // Trans. Amer. Math. Soc.. — 1926. — Vol. 28, no. 4. — P. 695—761. — doi:10.1090/s0002-9947-1926-1501372-6.
- Linear transformations in Hilbert space and their applications to analysis (англ.). — New York: American Mathematical Society, 1932.[12]
- Boolean algebras and their applications to topology (англ.) // Proceedings of the National Academy of Sciences of the United States of America : journal. — 1934. — Vol. 20, no. 3. — P. 197—202. — doi:10.1073/pnas.20.3.197. — PMID 16587875. — PMC 1076376.
- The theory of real functions (неопр.). — Ann Arbor: Edwards Brothers, 1940.
- Mathematics and the future of science (англ.) // Bull. Amer. Math. Soc. : journal. — 1957. — Vol. 63, no. 2. — P. 61—76. — doi:10.1090/s0002-9904-1957-10098-6.
- Lectures on preliminaries to functional analysis (англ.). — Madras: Institute of Mathematical Sciences, 1963. (50 pages)

### Русские переводы
- Математика и будущее науки. (Перевод с английского Л. А. Маркушевич под редакцией А. И. Маркушевича). Математическое просвещение, серия 2, 4 (1959), стр. 111–127.